# Ахац Вилхелм фон дер Шуленбург

Ахац Вилхелм фон дер Шуленбург (на немски: Achaz/Achatius Wilhelm Graf von der Schulenburg; * 28 май 1738 във Волфсбург; † 30 март 1808 в Делитц) е граф от род фон дер Шуленбург.
Той е третият син на граф Адолф Фридрих фон дер Шуленбург (1685 – 1741) и съпругата му Анна Аделхайд Катарина фон Бартенслебен (1699 – 1756), единствена наследница 1742 г. на фамилията Бартенслебен с дворец Волфсбург, дъщеря на Гебхард Вернер фон Бартенслебен и Анна Елизабет фон Боденхаузен.

## Фамилия
Ахац Вилхелм фон дер Шуленбург се жени на 12 ноември 1761 или 1762 г. за Доротея Кристина Еренгард Шенк фон Флехтинген (* 11 юни 1741; † 22 февруари 1823 във Флехтинген). Те имат децата:
- Августа Албертина фон дер Шуленбург (* 8 април 1764; † 10 октомври 1810 в Бург), омъжена за Албрехт Леополд фон Фос (* 5 октомври 1759; † 2/17 юни 1793, Мариенборн)
- Адолф Ернст Лудвиг фон дер Шуленбург (* 6 май 1765; † 9 септември 1813, Рамщет), женен 1806 г. за Гебхардина Фридерика фон Блюхер (* 4 март 1786, Гр.-Радов; † 14 март 1870, Найндорф); имат 2 дъщери
- Кристиана Каролина Вилхелмина фон дер Шуленбург (* 28 ноември 1768, Хорнхаузен; † 15 март 1831, Хале/Заале), омъжена на 2 февруари 1790 г. в Хорнхаузен за Ханс Карл Фридрих фон Котзц (* 18 август 1759; † 24 ноември 1820, Хале/Заале)
- Еренгард Фридерика Шарлота фон дер Шуленбург (* 31 октомври 1771; † 1856), омъжена за граф Йохан Фридрих Хайнрих Вилхелм Алберт фон дер Шуленбург (* 1779; † 24 март 1813), син на граф Ото Фридрих II фон дер Шуленбург (1726 – 1793) и внук на граф Хайнрих Вернер Готлиб фон дер Шуленбург (1696 – 1764)
- Карл Вернер Ахац фон дер Шуленбург (* 12 март 1776; † 17 ноември 1842), женен I. за Каролина фон Моргенщерн, II. 1811 г. за Амалия София Юлия фон Ретцов († 1841); има общо 4 деца
- Хенриета Луиза Августа фон дер Шуленбург (* 1 август 1777), омъжена за Фридрих Вилхелм фон Кьониг
- Луиза Хелена фон дер Шуленбург (* 13 август 1779), омъжена за фон Кьопке
- Карл Вилхелм фон дер Шуленбург (* 24 октомври 1780; † 14 май 1841), женен за Антоанета Августа Шарлота фон Функ (* 1786; † 1831/1833); имат 3 деца